# 埃内阿斯马基斯
埃内阿斯马基斯是巴西巴拉那州的一个市镇。总面积191.998平方公里，总人口6100人，人口密度31.8人/平方公里。